# Université Chūō
L’université Chūō (中央大学, Chūō daigaku, litt. « Université centrale »), est une université privée japonaise située à Tokyo. Elle est surtout connue pour sa faculté de droit d'où sont issus plusieurs grands chefs d'entreprises japonais. Elle dispose de trois campus, l'un à Hachiōji pour les arts, à Korakuen pour les sciences, et à Ichigaya pour le droit. Elle compte six facultés, dix graduate schools, et neuf instituts de recherche. Elle gère par ailleurs trois lycées.

## Histoire

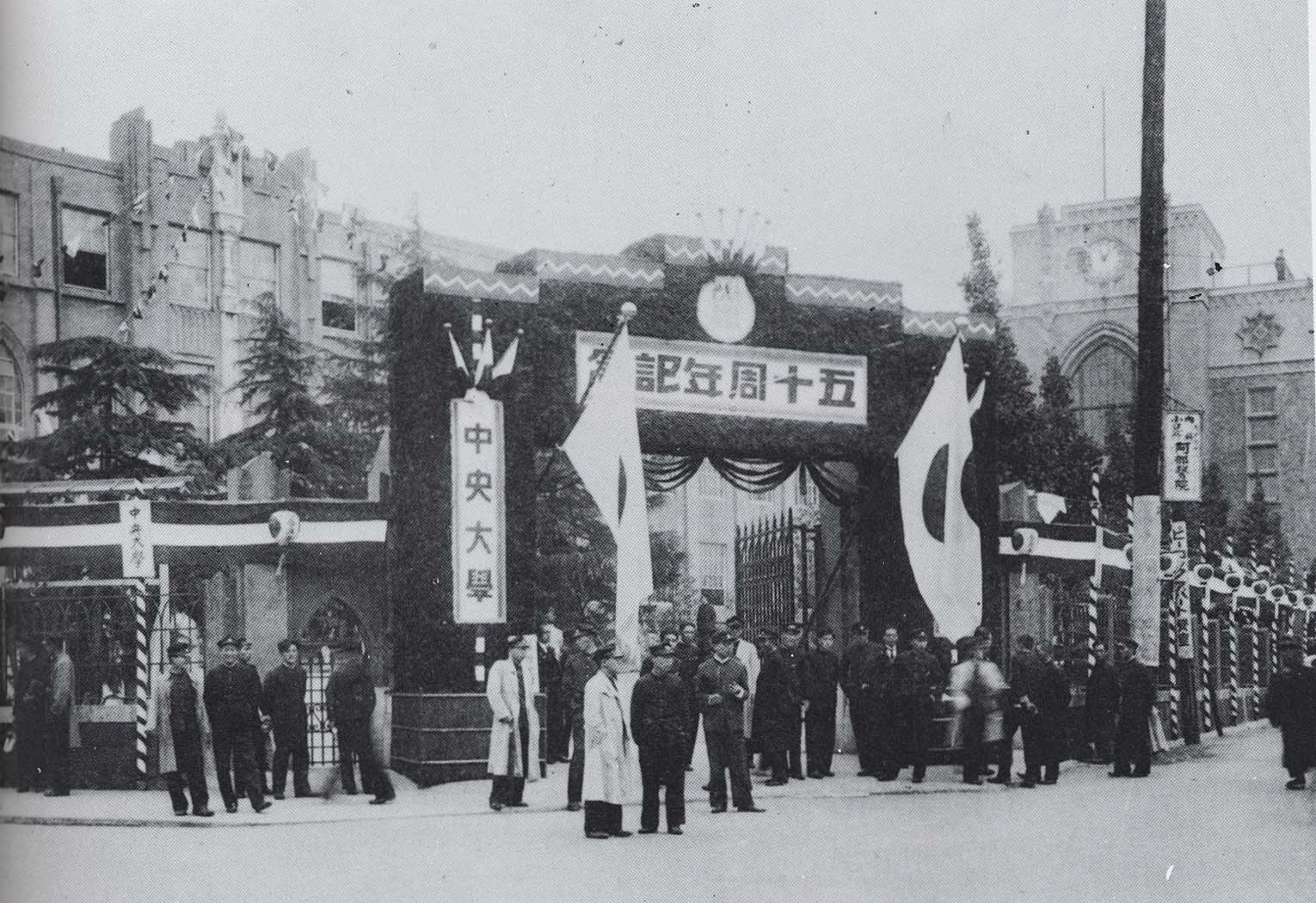
L'université en 1935.

L'université a été fondée comme une école de droit anglais (イギリス法律学校, Igirisu Hōritsu Gakkō) en 1885 dans le quartier de Kanda à Tokyo par un groupe d'avocats (dont fait partie Hozumi Nobushige), avant d'être déplacée et renommée Collège de droit de Tokyo (東京法学院, Tōkyō Hōgakuin). Les premiers bâtiments de l'université furent en effet détruits lors du grand incendie de Kanda en 1892, mais elle fut capable de continuer à assurer les cours. En 1903, l'université acquiert le nom d'université de droit de Tokyo (東京法学院大学, Tōkyō Hōgakuin Daigaku), et en 1905, l'ouverture d'un département d'économie fait prendre son nom actuel. Un nouveau feu touche le campus en juin 1917, qui est rebâti jusqu'en août 1918. Le grand tremblement de terre de 1923 détruit de nouveau de campus, qui est rebâti en 1926 à Kanda-Surugadai. Il a depuis été déménagé et s'est développé sur ses 3 campus actuels. La faculté de droit est désormais accueillie à Hachiōji, dans la banlieue ouest de Tokyo, à la suite des révoltes étudiantes de 1968 qui l'avaient menacée.

## Composantes

### Facultés de1ercycleuniversitaire
Elles ont la charge de l'enseignement des étudiants de 1er cycle universitaire.
- Faculté de droit
- Faculté d'économie
- Faculté de commerce
- Faculté de science et d'ingénierie
- Faculté des lettres
- Faculté d'évaluation des politiques publiques

### Graduate Schools
Elles ont la charge des étudiants de 2e et 3e cycle universitaire.
- Graduate School de droit
- Graduate School d'économie
- Graduate School de commerce
- Graduate School de science et d'ingénierie
- Graduate School de lettres
- Graduate School d'études politiques
- Graduate School de politique publique

### Graduate Schools professionnelles
- Chuo Graduate School of International Accounting (CGSA)
- Chuo Law School (CLS)
- Chuo Graduate School of Strategic Management (CBS)

## Relations internationales
L'université a noué plusieurs partenariats avec des établissements à l'étranger.

## Personnalités liées à l'université

### Personnalités politiques
- Toshiki Kaifu, Premier ministre du Japon
- Masahiko Kōmura, ministre des Affaires étrangères
- Okiharu Yasuoka, ministre de la Justice
- Toshihiro Nikai, ministre de l'Économie, du Commerce et de l'Industrie
- Hirofumi Hirano, ministre de l'Éducation, de la Culture, des Sports, des Sciences et de la Technologie
- Yonezō Maeda, ministre des Transports et de l'Éducation
- Yoshimi Watanabe, ministre de la Réforme administratif et fondateur de Votre parti
- Masaaki Kanda, gouverneur de la préfecture d'Aichi
- Fumio Ueda, maire de Sapporo
- Yorikane Masumoto, maire de Kyoto
- Hiroshi Saitō, maire de Tokorozawa
- Hwang Jang-yop, dissident nord-coréen
- Taro Yamamoto, sénateur du Parti libéral-démocrate

### Auteurs et figures intellectuelles
- Hasegawa Nyozekan, chroniqueur et journaliste
- Kazuo Koike, scénariste de mangas
- Ken Akamatsu, mangaka
- Makoto Shinkai, réalisateur de films d'animation
- Park Nam-su, poète sud-coréen
- Rie Kosaka, mangaka

### Athlètes
- Shozo Sasahara, médaillé d'or olympique en lutte
- Takao Sakurai, médaillé d'or olympique en boxe
- Isao Okano, médaillé d'or olympique en judo
- Kokichi Tsuburaya, médaillé de bronze olympique en athlétisme
- Mai Nakamura, médaillé d'argent olympique en natation
- Masami Tanaka, médaillé de bronze olympique en natation
- Sumika Minamoto, médaillé de bronze olympique en natation
- Sasaki Masando, Shihan 8e dan d'aïkido